# Православие в Лаосе
Православие в Лаосе — христианская конфессия в Лаосе. С сентября 2022 года в стране действует единственная община во имя благоверного князя Александра Невского.

## История
Первыми православными в Лаосе были советские женщины, вышедшие замуж за лаосцев. Начиная с 2000-х годов в страну из Таиланда стал приезжать настоятель Никольского прихода в Бангкок игумен Олег (Черепанин), на которого решением Священного Синода Русской Православной Церкви от 27 декабря 2001 года было возложено духовное попечение о православных верующих в Камбодже и Лаосе. В 2009 году он отмечал: «Основная паства — наши женщины, вышедшие замуж за лаосцев в период, когда те массово учились в СССР по межправительственным договорам <…> Богослужения и требы там совершаем в частных домах — и за это слава Богу. Но и в этой стране нужно постоянное присутствие священника, что не очень-то легко осуществить. Страна коммунистическая, сами понимаете, что это значит. Здесь нужен священник-лаосец».
5 апреля 2009 года игумен Олег (Черепанин) в совершил Чин присоединения от римо-католического исповедания к Православной Церкви Тонкхама Пиасайявона, жившего на тот момент в Таиланде. 6 октября 2010 года игумен Олег крестил двух его братьев Сомпхенга и Кхампана.
В сентябре 2011 года Тонкхам Пиасайявонг вместе с прихожанами Всех-святского прихода Паттайи миссионерскую поездку в Лаос, где провели ряд миссионерских встреч и собеседований в дальних деревнях.
23 октября 2011 года архимандрит Олег (Черепанин) совершил чин приёма в Православную Церковь из римо-католического исповедания гражданина Лаосской Народно-Демократической Республики Пона Сомпхэтха (Pone Sompheth), нареченного Петром.
Со 2 по 4 июля 2012 года клирик Свято-Николаевского храма в Бангкоке иеромонах Серафим (Райча) совершил миссионерскую поездку в Лаос, где посетив глубокую провинцию страны, встретился с семьями православных лаосцев. Он совершил чин присоединения к Православной Церкви из Римско-католического исповедания Латаны Сомпхэт и нарёк ей имя Иулиания. Также был крещен по желанию родителей 11-месячный младенец Пим, нареченный в Православии Пименом в честь преподобного Пимена Великого. Как указано в «отчёте»: «Поездка подтвердила, что Православие имеет хорошие перспективы в Лаосе».
В ноябре 2012 года вышел в свет Православный русско-лаосский параллельный молитвослов, переведённый Поном (Петром) Сампхетом и Тонгкхамом (Антонием) Пхиаксаявонгом.
Согласно «отчёту о жизни и деятельности Представительства Русской православной церкви в Таиланде за 2012 год»: «Православие представлено в Лаосе, как сотрудниками Российского Посольства и других государственных и коммерческих организаций РФ, так и группой граждан республик бывшего СССР, постоянно проживающих в Лаосе, в результате смешанных браков и членами их семей, а также небольшим количеством коренных лаосцев, принявших Православие. Общее количество православной общины можно определить до 200 человек. В настоящее время остро стоит вопрос устроения для их нужд православного храма». Константин (Кхампан) Пхиасаявонг в том же году констатировал, что в Лаосе всего пять православных христиан из его коренного населения: он сам, Антоний Пиасайявон, Пётр (Пон) Сампхетх, а также его жена и ребёнок.
С 16 по 17 октября 2013 года Представитель Русской Православной Церкви в Королевстве Таиланд архимандрит Олег (Черепанин) посетил Лаос с официальным визитом. Состоялась встреча архимандрита Олега с вице-президент Фронта Национального Строительства Лаоса Кентай Конгбоунми на предмет государственной регистрации Русской Православной Церкви в Лаосе и строительства православного храма во Вьентьяне. По словам вице-президента ФНСЛ, он предельно ясно понимает просьбу церковного Представительства в регионе и, в принципе, не возражает против деятельности Православной Церкви в стране, поскольку право свободы вероисповедания закреплено в Конституции Лаоса. В этой связи было решено продолжить консультации в МВД Лаоса. Также 17 октября 2013 года в резиденции российского Посла в Лаосе, архимандрит Олег был принят Чрезвычайным и Полномочным Послом РФ в Лаосе Олегом Кабановым, который выразил готовность оказать Русской Православной Церкви возможное содействие в решении вопроса государственной регистрации в стране.
16 февраля 2015 года Антоний Пхиасаявонг был рукоположен в сан диакона, 8 апреля 2016 года он был пострижен в монашество с именем Михей, 21 августа 2016 года был рукоположен в сан священника. В том же году он закончил перевод на лаосский язык учебник «Закон Божий» Серафима Слободского.
21 октября 2016 года Решением Священного Синода Русской православной церкви управляющим приходами в юго-восточной и восточной Азии, в том числе Лаосе, назначен архиепископ Сергий (Чашин).
26 февраля 2019 года Священный Синод Русской православной церкви включил территорию Лаоса в состав новообразованной Таиландской епархии.
В сентябре 2022 года учреждена община святого благоверного князя Александра Невского. 4 февраля 2024 года начались постоянные богослужения.